# Maison à balet

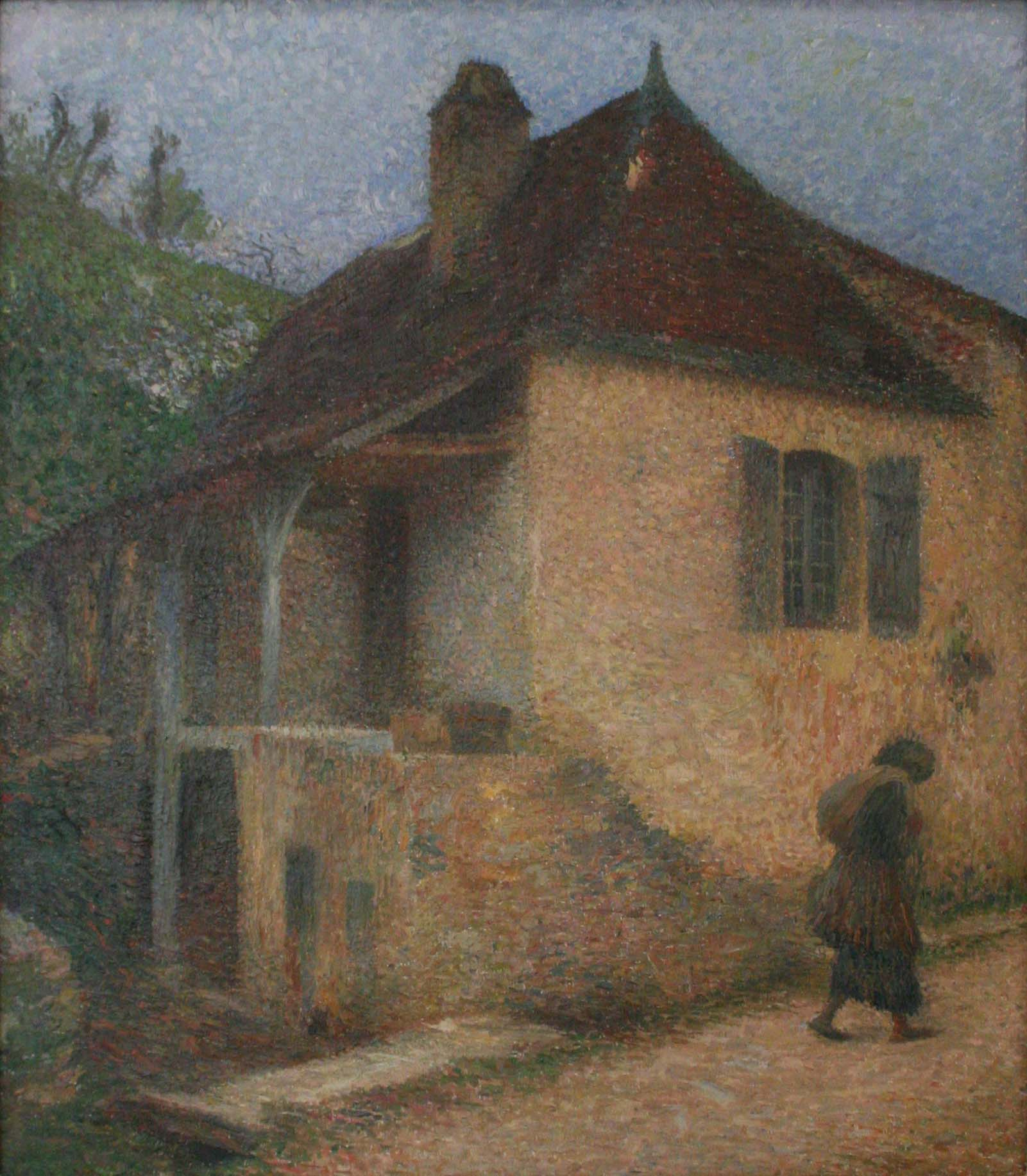
Henri Martin : La vieille maison

Une maison à balet est une petite maison rurale à étage desservi par un escalier extérieur surmonté d'un auvent. 

## Origine du mot
Le terme balet peut désigner indifféremment l'auvent, l'avancée de toit ou la galerie couverte donnant accès à la porte d'entrée.
Selon  Charles du Cange, linguiste du XVIIe siècle,  le terme balet a une forme latine : baletum, mot bas latin ou latin médiéval, qui désigne un auvent ou une galerie. Ce qui ne sous-entend pas que baletum soit le terme d'origine puisqu'il pourrait être la forme latinisée du mot balet préexistant.  Du Cange livre dans son glossaire plusieurs citations latines médiévales dans lequel le mot est employé avec ce sens.

Le terme balet est recensé dans les dictionnaires de langue occitane avec également cette même signification .

Le terme baled existe aussi en langue bretonne pour désigner un auvent .
Quant à l'origine primitive de baletum ou de balet, elle n'est pas connue. Gilles Ménage, qui mentionne aussi le terme balet dans son dictionnaire étymologique de la langue française de 1650 en tant que vocable désignant un rebord de toit, écrit : « Ce pourroit bien être un mot de province. Mais d'où vient-il ? Peut-être balet en ce sens, signifie-t-il proprement ce petit toit qui règne le long d'un tripot pour y recevoir des bales » ; ici le terme tripot doit être pris avec son sens d'autrefois, à savoir un lieu couvert où se pratiquait le jeu de paume .
Cette définition est reprise par Antoine Court de Gébelin en 1788, sans pouvoir préciser davantage l'origine du mot mentionné comme relevant du vieux français.

## Description
C'est un type de maison traditionnelle, représentative d'une architecture paysanne ou villageoise que l'on rencontre en particulier, et entre autres, en Charentes, Dordogne, Lot, Haute-Saône...
L'escalier extérieur qui la dessert est très généralement constitué de pierres ou moellons calcaires noyés dans un épais mortier, avec parfois de la pierre taillée dans les angles et autour des ouvertures.
L'habitation était à l'étage, le rez-de-chaussée étant réservé à l'étable ou aux occupations agricoles. Sous le balet pouvait se trouver des loges à cochons. Sur le palier se trouve souvent un évier en pierre.

### Variantes régionales

#### En Charente
Très présentes en Charente, notamment dans le Ruffécois, les maisons à balet y offrent une architecture typique avec un large auvent,.

Maisons à balet
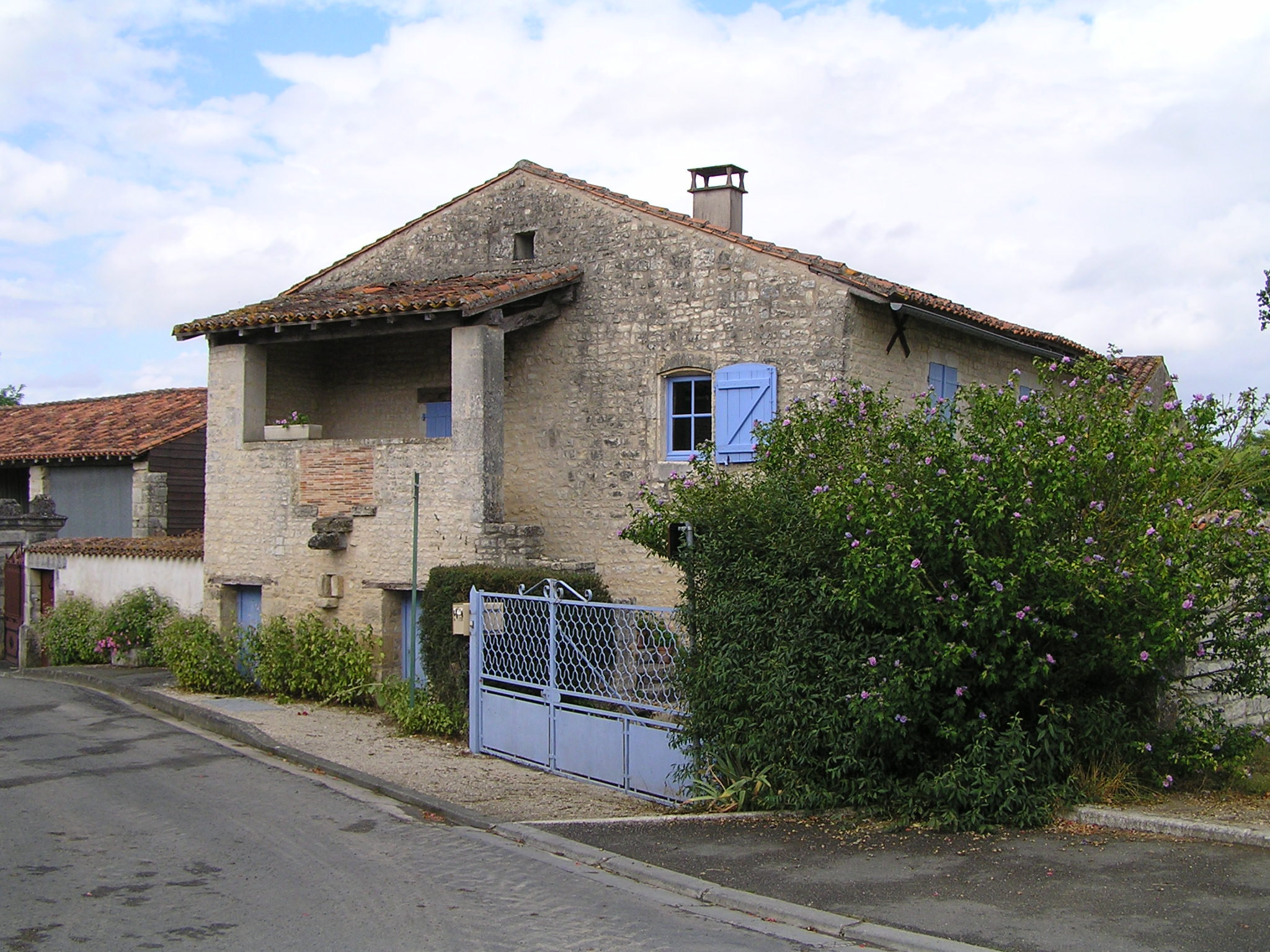
À Ambérac.
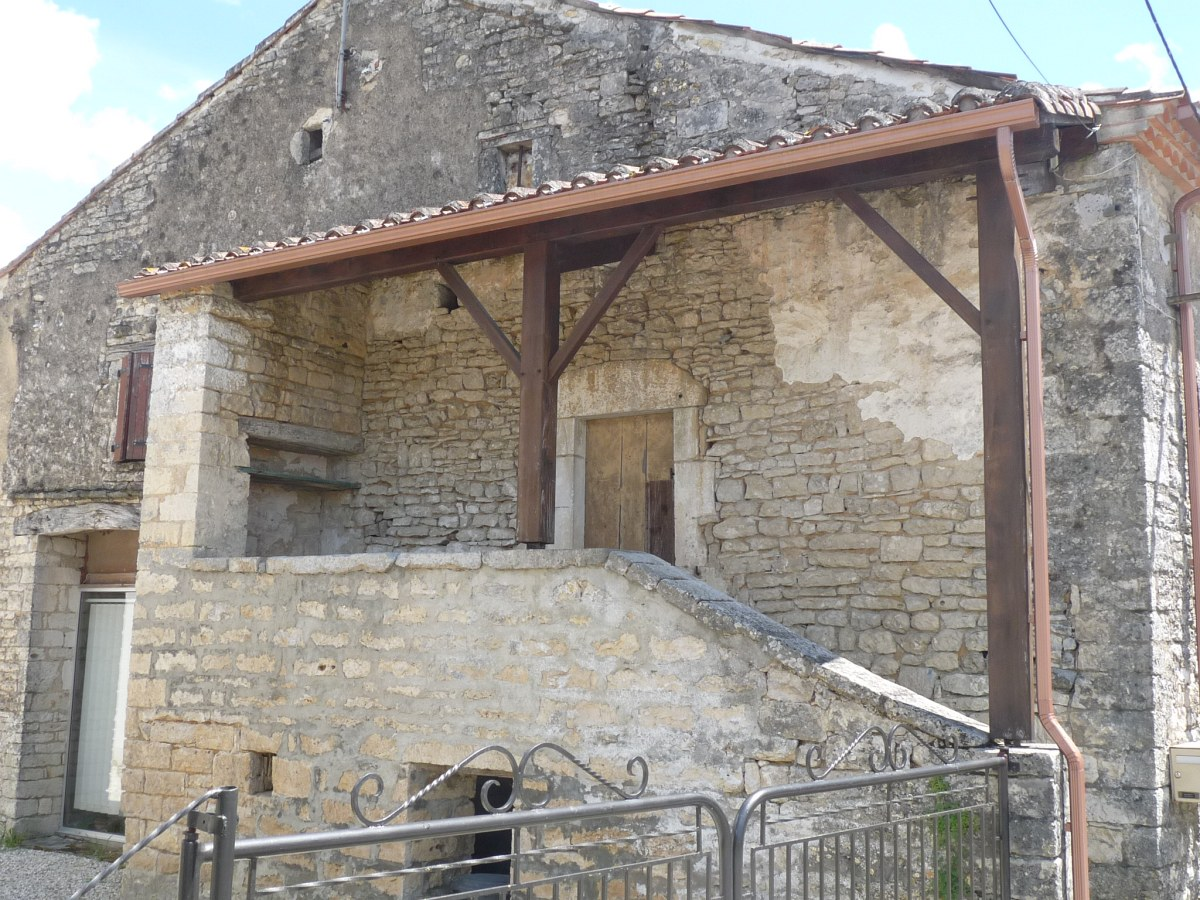
À Nanclars.
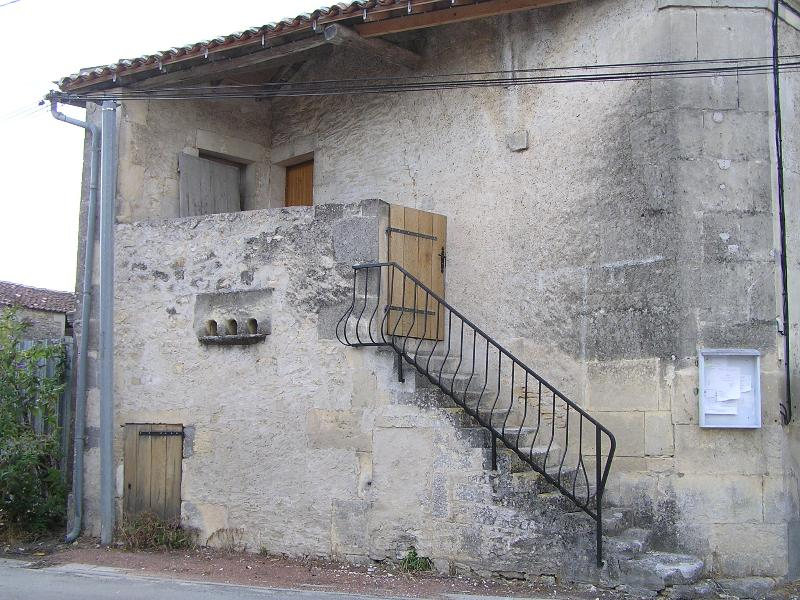
À Cherves-Richemont.
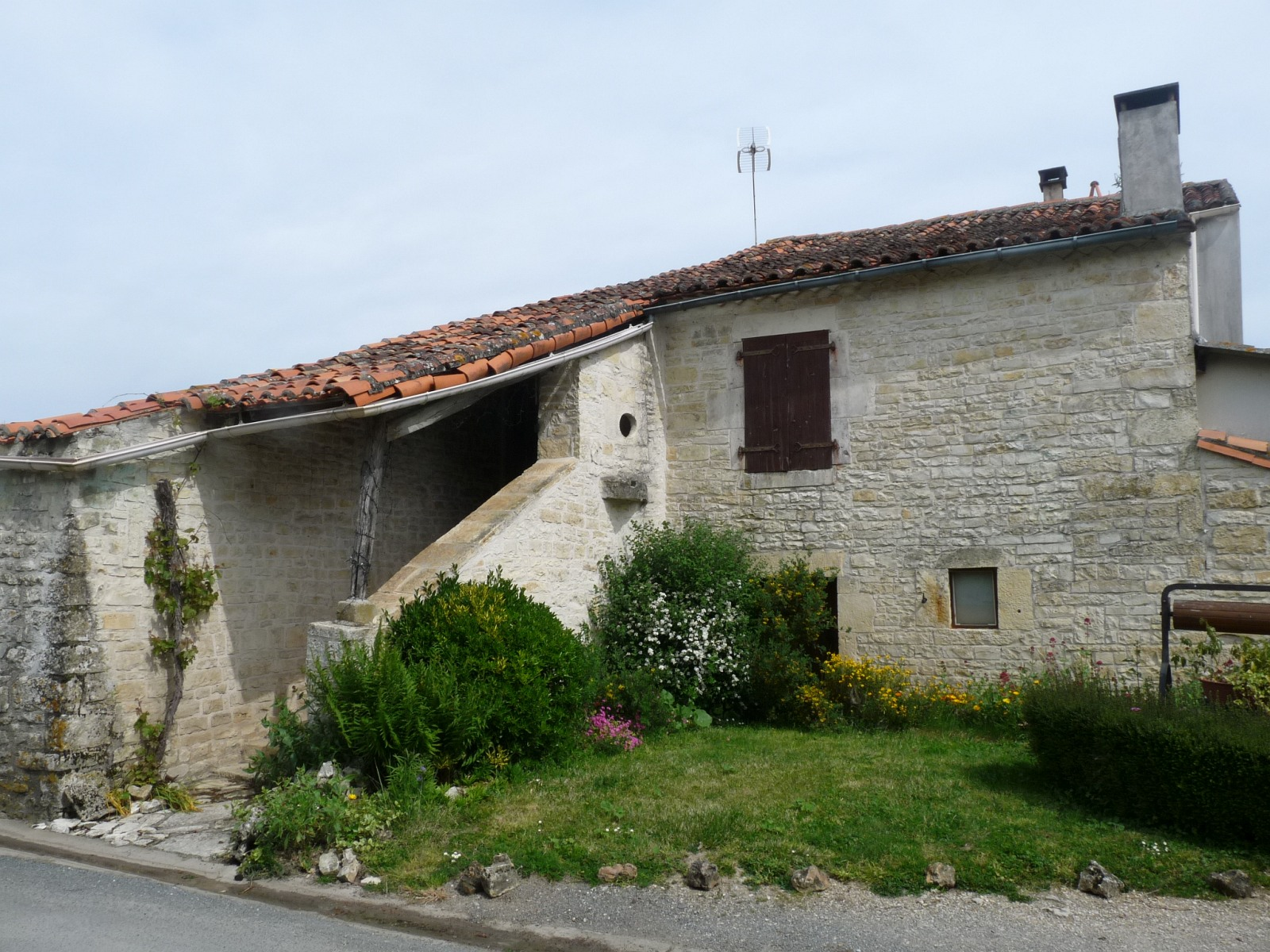
À Fouqueure.
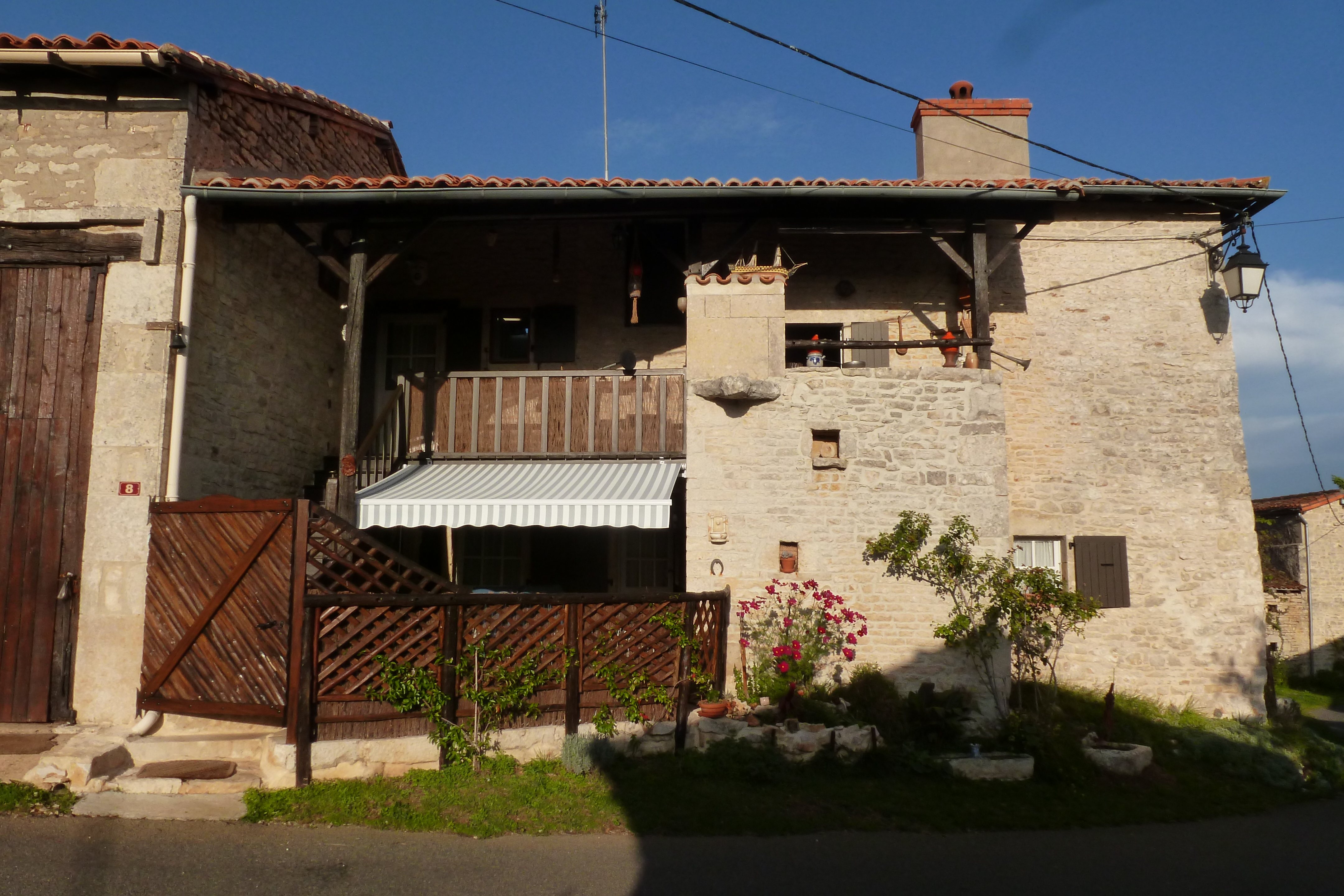
À Pougné.

#### En Vendée
Dans le marais vendéen, l'appellation « balet » désigne un petit hangar attenant à la maison où on rangeait le foin.

#### En Haute-Saône
Présentes au sud de Gray, certaines de ces maisons anciennes sont recensées dans la base Mérimée,, avec la description «escalier de distribution extérieur».

Maisons avec escalier de distribution extérieur
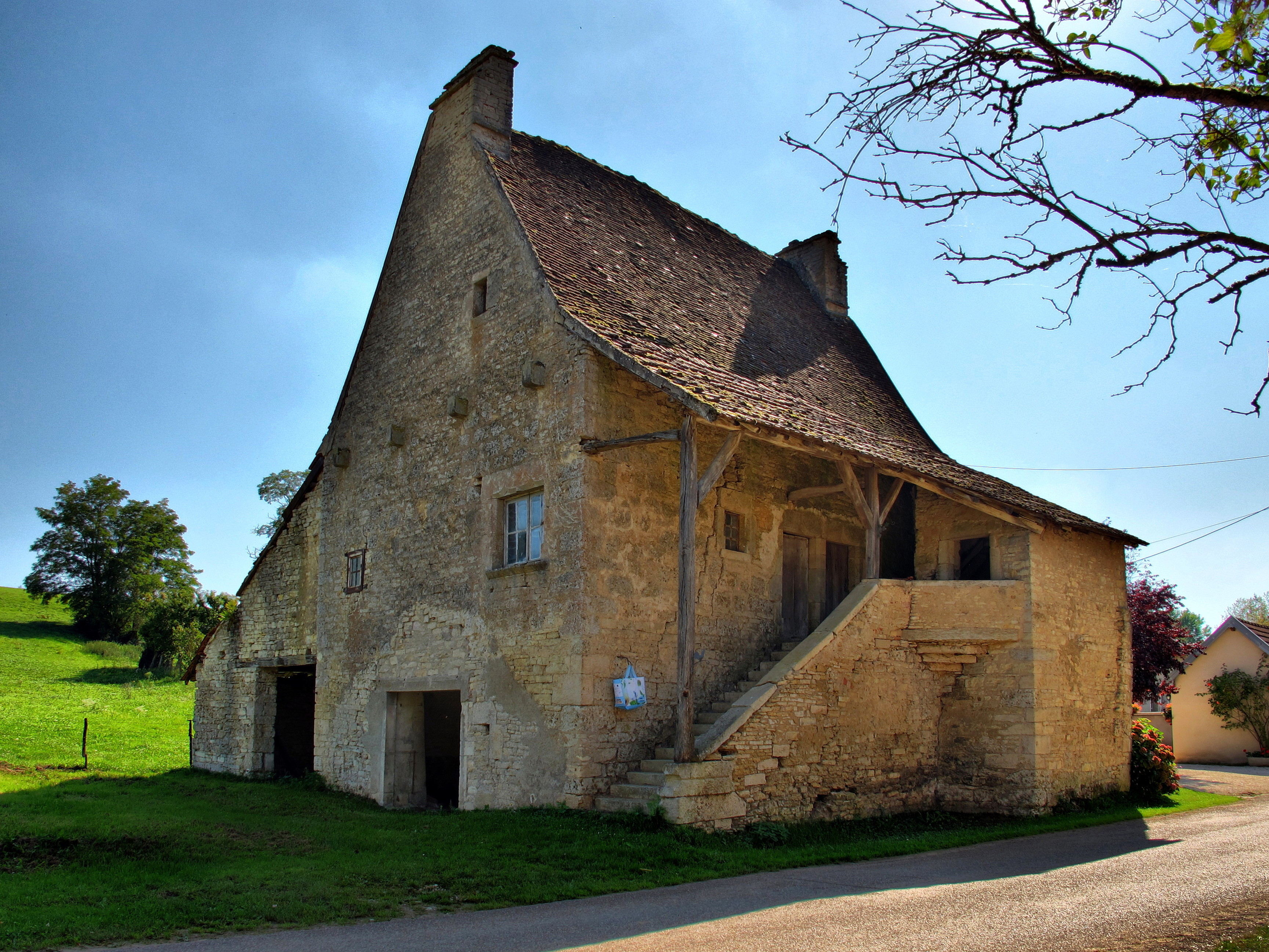
Maison vigneronne à Chevigney.
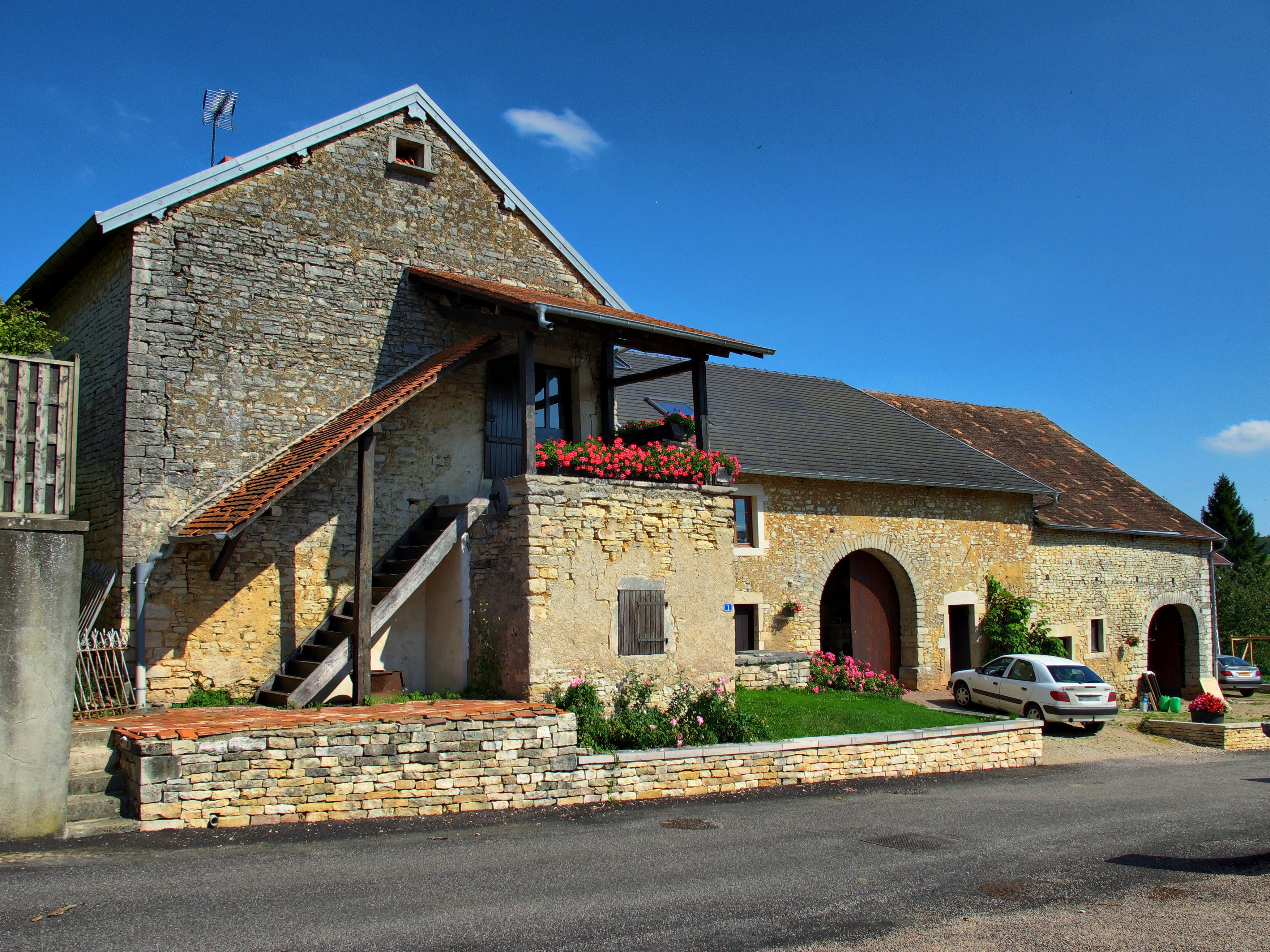
Ferme typique à Vadans.
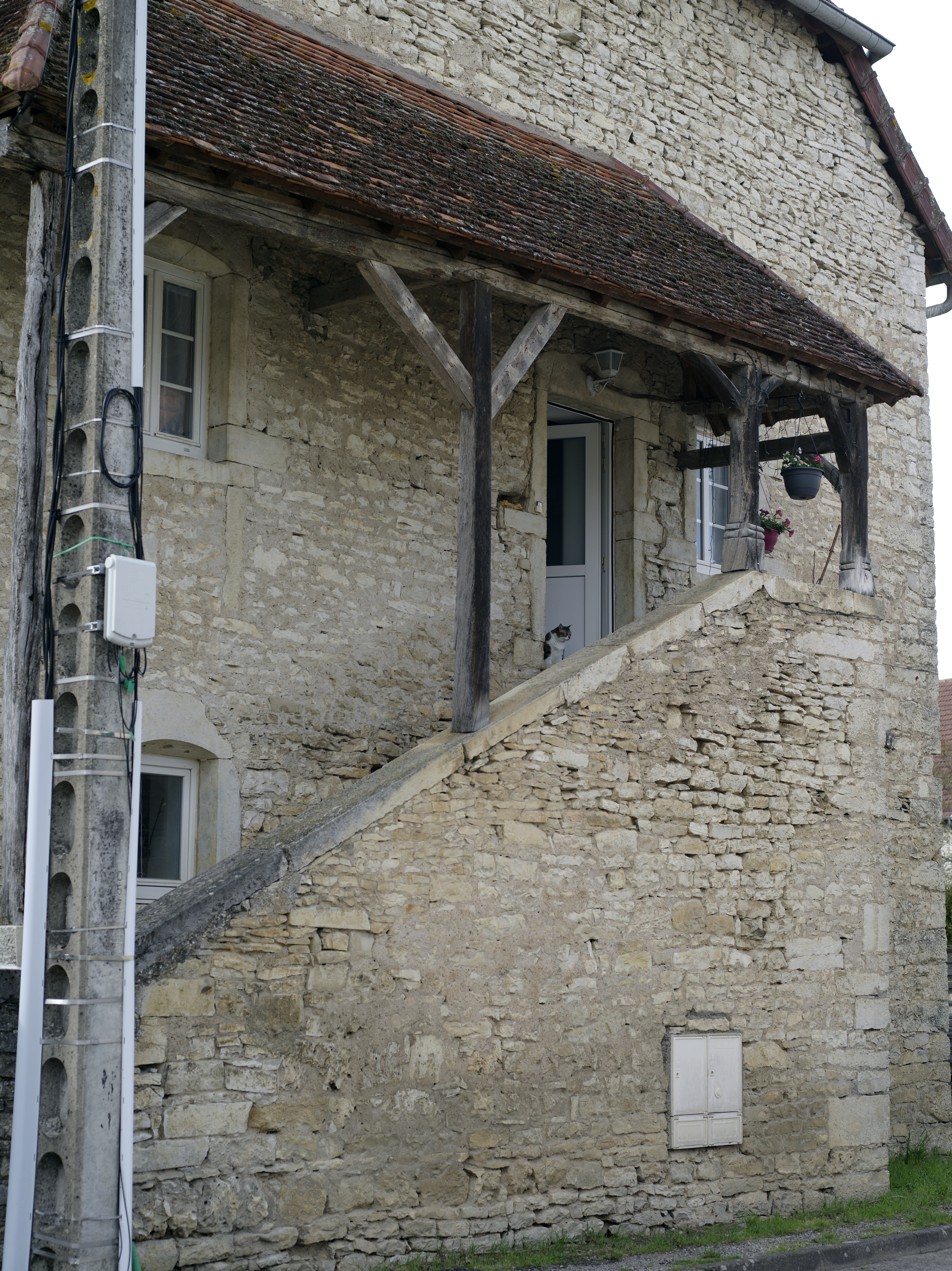
Ferme à Chenevrey-et-Morogne.